# Барон Бомонт

Герб рода Бомонт

Барон Бомонт — старинный наследственный титул в системе Пэрства Англии. Он был создан 4 марта 1309 года для младшей линии дома де Бриенн. Джон Бомон, 6-й барон Бомонт (1409—1460), 12 февраля 1440 года получил титул виконта Бомонта (первый титул виконта в Англии). В 1507 году после смерти 2-го виконта титул виконта Бомонта угас, а титул барона Бомонта оказался в бездействии.
14 октября 1840 года баронский титул был восстановлен для Майлза Томаса Стэплтона (1805—1854), который стал пэром как 8-й барон Бомонт. Ему наследовали его сыновья Генри Стэплтон, 9-й барон Бомон (1848—1892) и Майлз Стэплтон, 10-й барон Бомонт (1850—1895). В 1895 году после смерти последнего баронский титул на короткое время оказался в бездействии. В 1896 году его дочь Мона Жозефина Темпест Стэплтон (1894—1971) стала 11-й баронессой Бомонт. С 1914 года она была женой Бернарда Фицалан-Говард, 3-го барона Говарда из Глоссопа (1885—1972). Их старший сын, Майлз Фрэнсис Стэплтон Фицалан-Ховард (1915—2002), унаследовал от матери титул 12-го барона Бомона (1971) и отца — титул 4-го барона Говарда из Глоссопа (1972). В 1975 году после смерти своего кузена, Бернарда Фицалана-Говарда, 16-го герцога Норфолка (1908—1975) Майлз Фрэнсис Стэплтон Фицалан-Говард унаследовал титул 17-го герцога Норфолка.
По состоянию на 2024 год носителем титула являлся его старший сын, Эдвард Фицалан-Ховард, 18-й герцог Норфолк (род. 1956), который стал преемником своего отца в 2002 году.

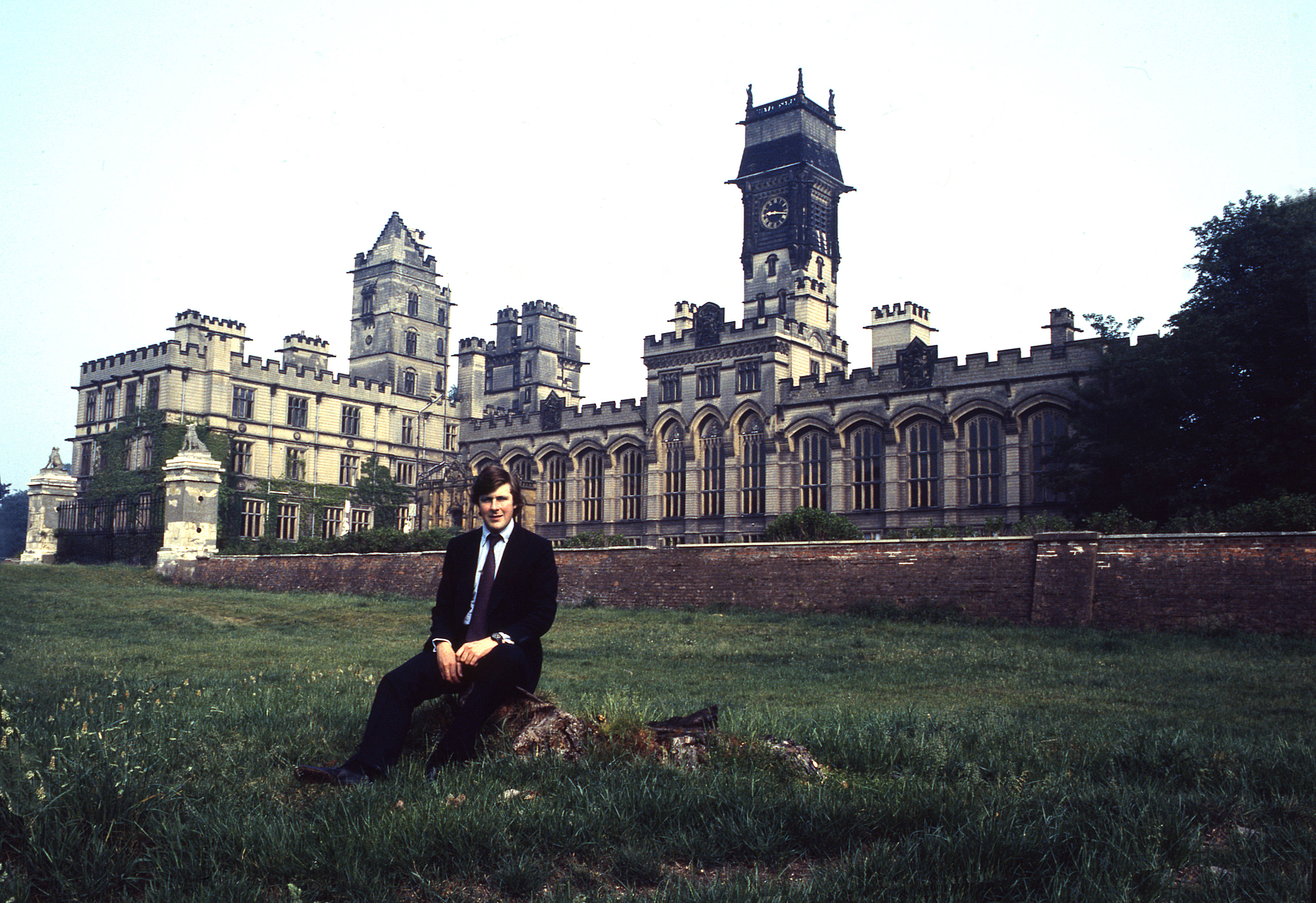
18-й герцог Норфолк перед своей резиденцией Карлтон Тауэрс в Карлтоне (Северный Йоркшир)

Семейная резиденция баронов Бомонтов — Карлтон Тауэрс в Карлтоне (Северный Йоркшир), который с тех пор перешел во владение герцогов Норфолк.

## Бароны Бомонт (1309)

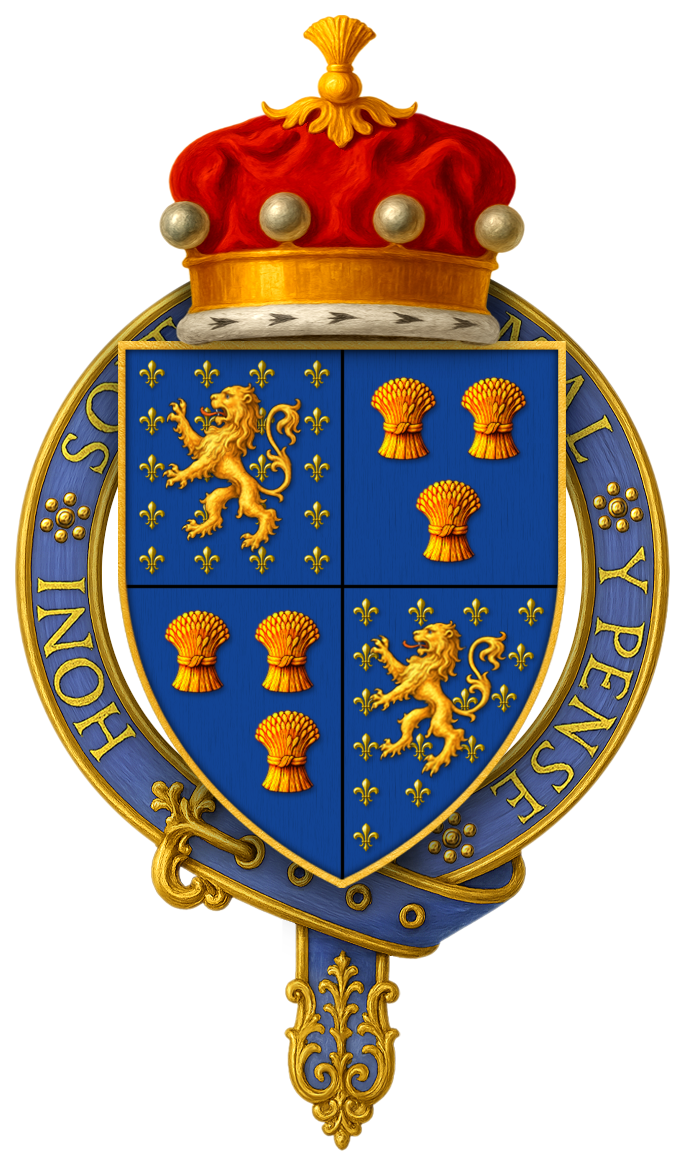
Герб сэра Джона Бомонта, 4-го барона Бомонта

- 1309—1340: Генри де Бомонт, 1-й барон Бомонт, 4-й граф Бьюкен (ок. 1305 — 10 марта 1340), старший сын Луи де Бриенна (ок. 1235—1263) и Агнессы, виконтессы де Бомон (ум. 1301)[2];
- 1340—1342: Джон Бомонт, 2-й барон Бомонт (ок. 1317 — 14 апреля 1342), четвертый сын предыдущего[3];
- 1342—1369: Генри Бомонт, 3-й барон Бомонт (1340 — 17 июня 1369), единственный сын предыдущего[4];
- 1369—1396: Джон Бомонт, 4-й барон Бомонт (ок. 1361 — 9 сентября 1396), единственный сын предыдущего[5];
- 1396—1413: Генри Бомонт, 5-й барон Бомонт (ок. 1380 — июнь 1413), старший сын предыдущего[6];
- 1413—1460: Джон Бомонт, 6-й барон Бомонт (ок. 1409 — 10 июля 1460), старший сын предыдущего, виконт Бомонт с 1440 года[7].

## Виконты Бомонт (1440)

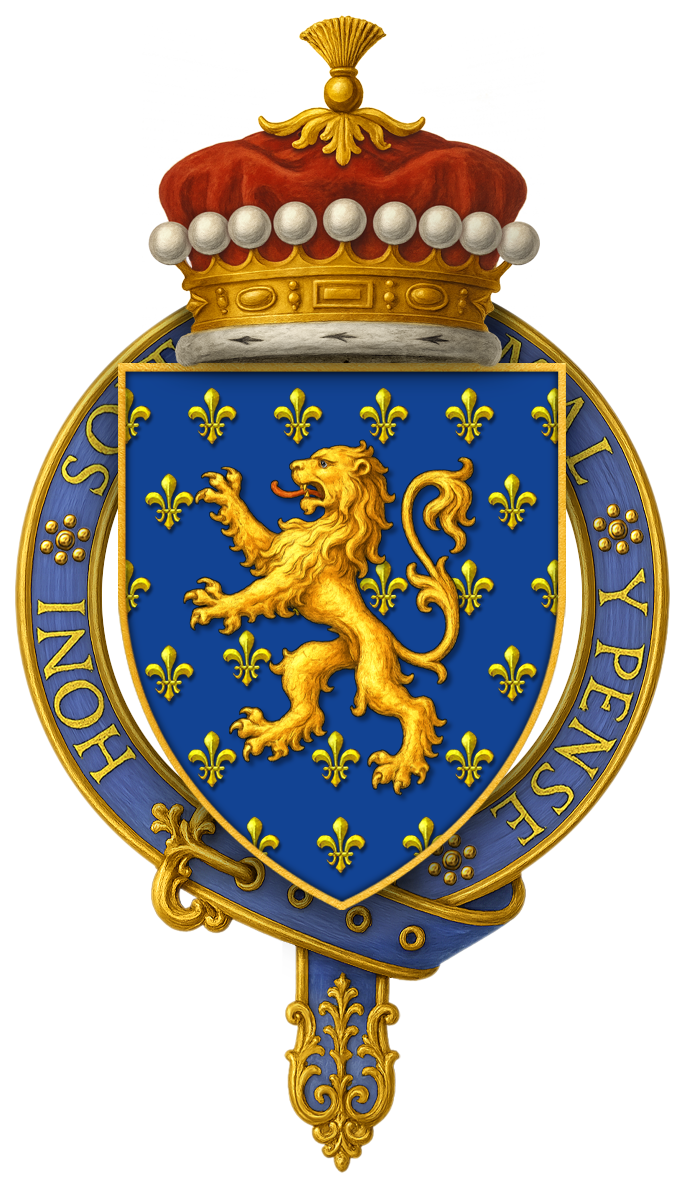
Герб сэра Джона Бомонта, 1-го виконта Бомонта

- 1440—1460: Джон Бомонт, 1-й виконт Бомонт, 6-й барон Бомонт (ок. 1409 — 10 июля 1460), старший сын Генри Бомонта, 5-го барона Бомонта[7];
- 1460—1507: Уильям Бомонт, 2-й виконт Бомонт, 7-й барон Бомонт (23 апреля 1438 — 19 декабря 1507), второй (младший) сын предыдущего[8].

## Бароны Бомонт (1840)

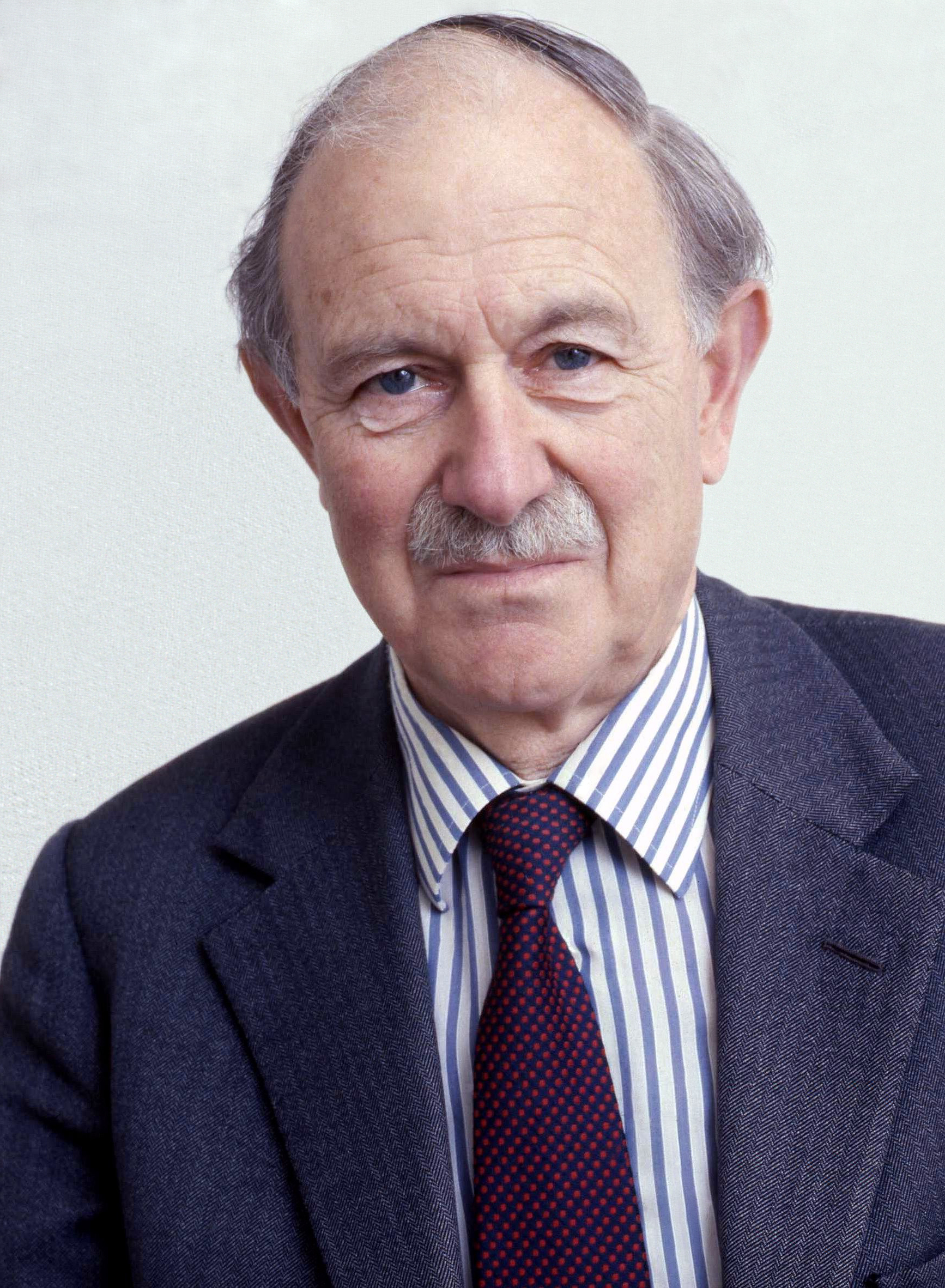
Майлз Стэплтон Фицалан-Говард, 4-й барон Говард из Глоссопа

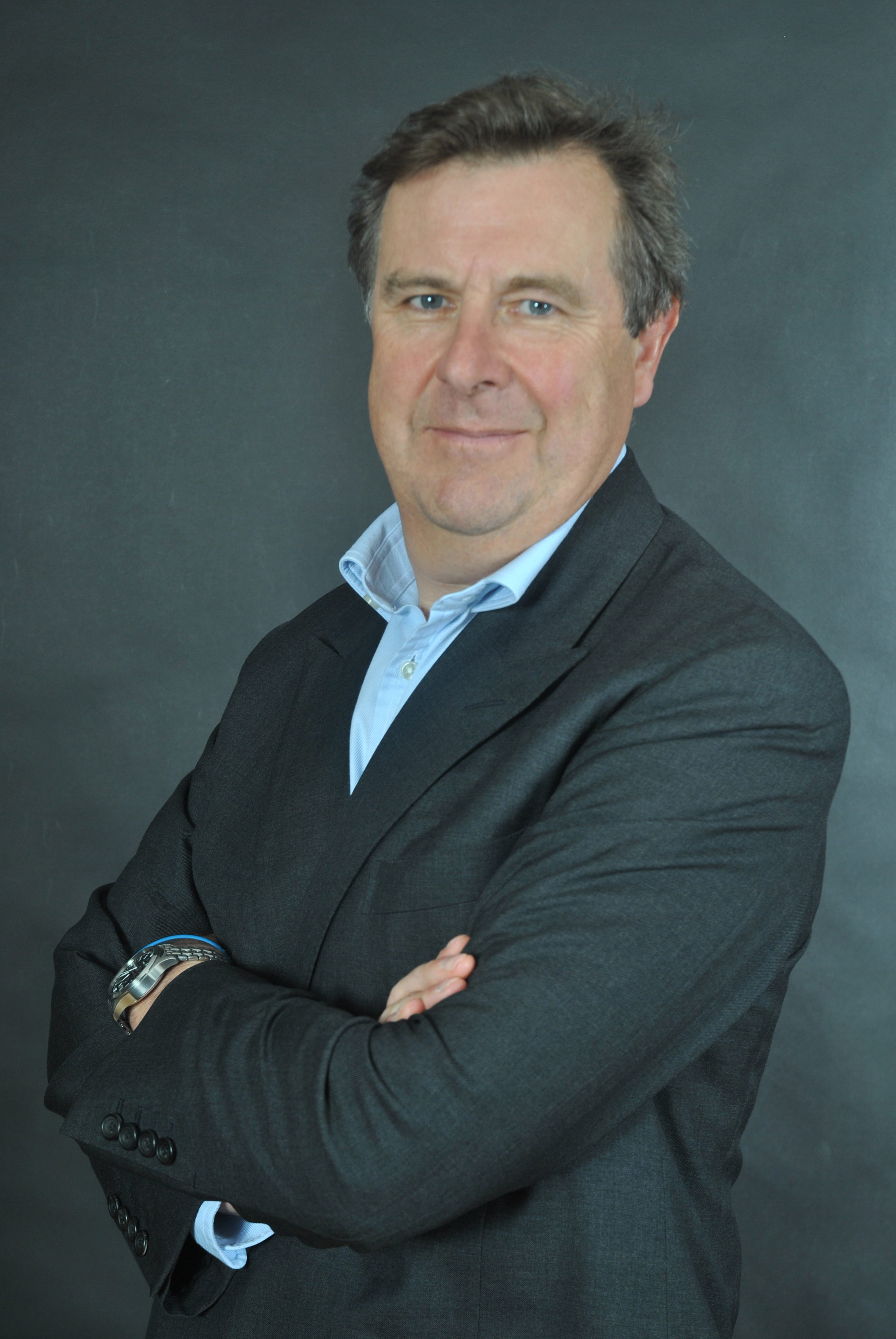
Эдвард Фицалан-Ховард, 18-й герцог Норфолк

- 1840—1854: Майлз Томас Стэплтон, 8-й барон Бомонт (4 июня 1805 — 16 августа 1854), третий сын Томаса Стэплтона (1778—1839)[9];
- 1854—1892: Генри Стэплтон, 9-й барон Бомонт (11 августа 1848 — 23 января 1892), старший сын предыдущего[10];
- 1892—1895: Майлз Стэплтон, 10-й барон Бомонт (17 июля 1850 — 16 сентября 1895), младший брат предыдущего[11];
- 1896—1971: Мона Жозефина Темпест Стэплтон, 11-я баронесса Бомонт[англ.] (1 августа 1894 — 31 августа 1971), старшая дочь предыдущего[12];
- 1971—2002: Майлз Фрэнсис Стэплтон Фицалан-Говард, 17-й герцог Норфолк, 12-й барон Бомонт (21 июля 1915 — 24 июня 2002), старший сын предыдущей[13];
- 2002 — настоящее время: Эдвард Уильям Фицалан-Говард, 18-й герцог Норфолк, 13-й барон Бомонт (род. 2 декабря 1956), старший сын 12-го барона[14];
  - Наследник титула: Генри Майлз Фицалан-Говард, граф Арундел (род. 3 декабря 1987), старший сын предыдущего[15].